# Finská florbalová liga (mužský florbal)
Finská florbalová liga (F-liiga) je nejvyšší mužská florbalová soutěž ve Finsku. Soutěž byl založena roku 1986 Finskou florbalovou federací.

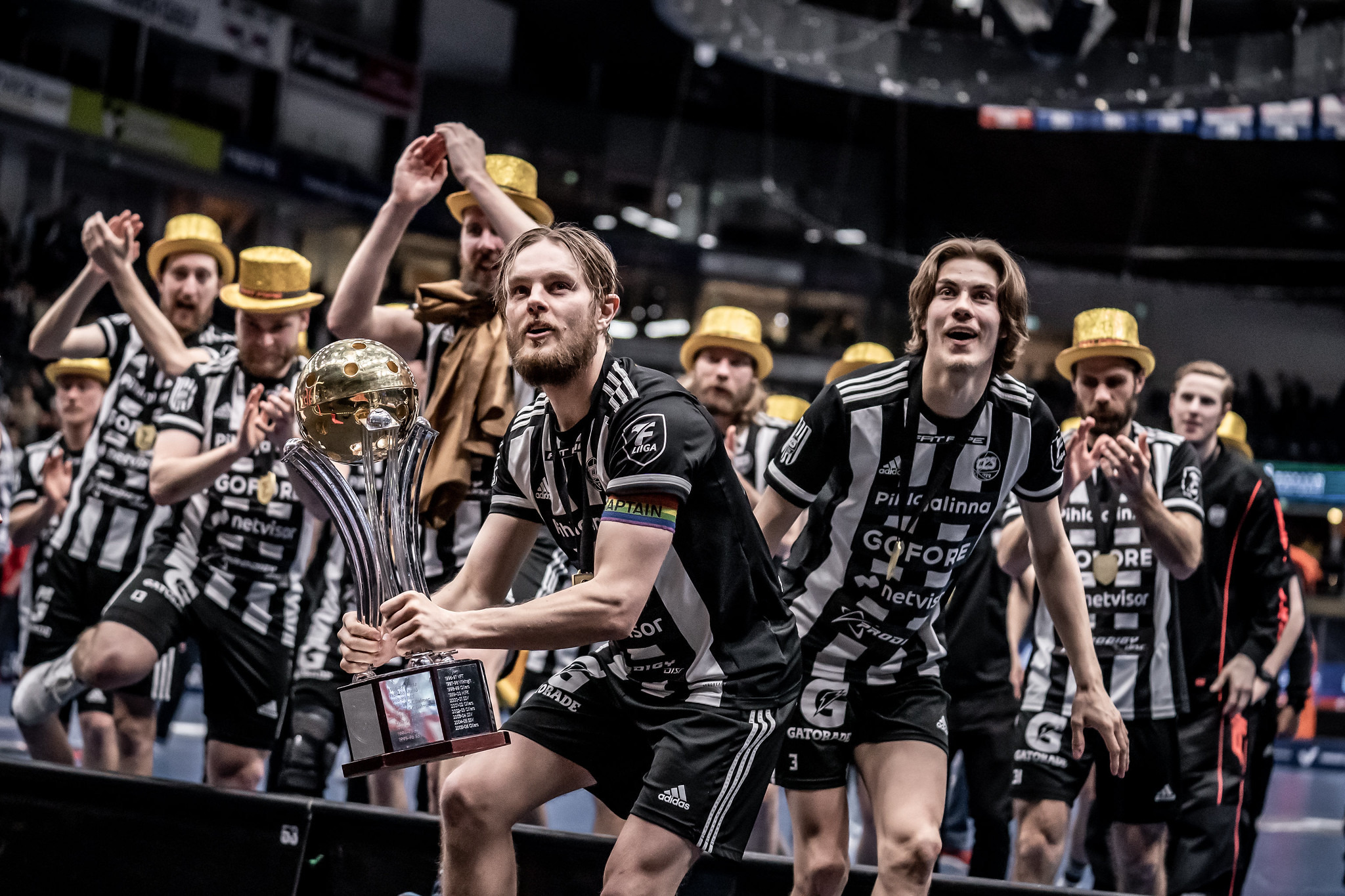
Hráči TPS slaví titul v sezóně 2022/2023

V lize hraje 12 týmů. Vítěz soutěže má právo reprezentovat Finsko na Poháru mistrů.
Nejúspěšnějším týmem ligy s jedenácti tituly je SSV (dnes EräViikingit), který naposledy vyhrál v roce 2011. Aktuálním vítězem ze sezóny 2024/2025 je šestinásobný mistr tým Oilers.

## Systém soutěže

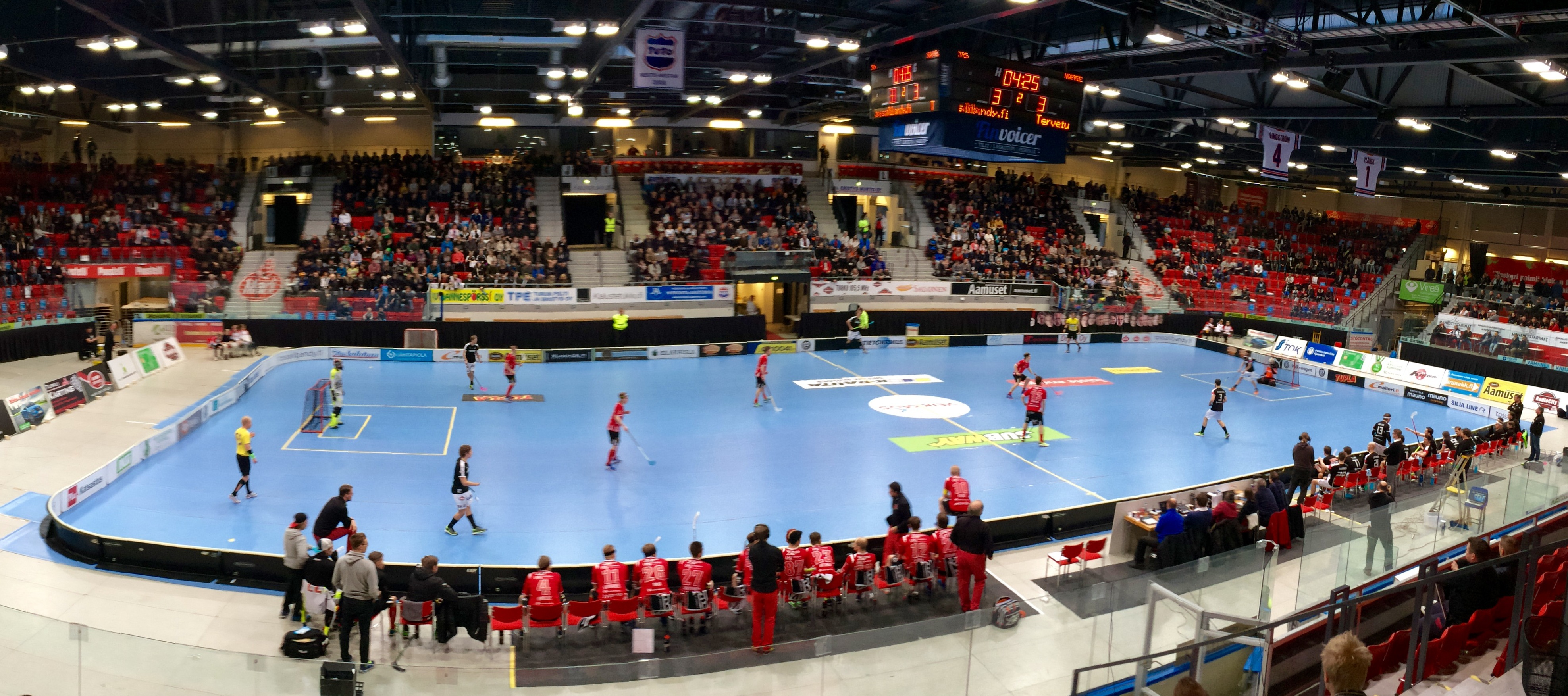
Semifinálový zápas TPS–Happee v sezóně 2015/2016

V základní části, která se koná přibližně od září do března, se od sezóny 2025/2026 všechny týmy dvakrát utkají každý s každým a navíc dvakrát s každým týmem z jedné ze dvou šestičlenných skupin. Celkem tedy každý tým odehraje 32 zápasů.
Po skončení základní části postupuje prvních osm týmů do play-off, které začíná většinou v březnu a vrcholí v dubnu. První tři týmy si postupně volí soupeře pro čtvrtfinále z druhé čtveřice. Dvojice pro semifinále jsou určené pořadím v základní části. Jednotlivá kola play-off se hrají na čtyři vítězné zápasy. Poražení semifinalisté hrají jeden zápas o třetí místo.
Od sezóny 2025/2026 bude poslední tým automaticky sestupovat a bude nahrazen vítězem finále nižší soutěže (Divize, finsky Divari, podle sponzora také Inssi-Divari). Předposlední tým bude hrát baráž s poraženým finalistou Divize.

## Historie
Původní název soutěže používaný v sezónách 1986/1987 až 1993/1994 byl Miesten Mestaruussarja. V ročnících 1994/1995 až 2019/2020 se soutěž jmenovala Salibandyliiga. Od sezóny 2020/2021 se jmenuje F-liiga.
Od ročníku 2015/2016 přešla liga na systém Superfinále, jediného zápasu o titul. Ale po třech letech se vrátila zpět k finálové sérii.

## Týmy soutěže
Týmy v sezóně 2025/2026:
Skupina A:
- EräViikingit (Helsinky)
- FBC Turku (Turku)
- Indians (Espoo)
- LASB (Lahti)
- Oilers (Espoo)
- TPS (Turku)

Skupina B:
- Classic (Tampere)
- Happee (Jyväskylä)
- Jymy (Seinäjoki)
- Nokian KrP (Nokia)
- OLS (Oulu)
- SPV (Seinäjoki)

## Přehled medailistů
| Sezona    | Zlato                                    | Stříbro                                  | Bronz                                    |
| --------- | ---------------------------------------- | ---------------------------------------- | ---------------------------------------- |
| 1986/1987 | Manse United                             | S.C. Dalmac                              | RuRu                                     |
| 1987/1988 | Manse United                             | RuRu                                     | Synkkä Uhma                              |
| 1988/1989 | BET                                      | Synkkä Uhma                              | S.C. Dalmac                              |
| 1989/1990 | S.C. Dalmac                              | VÅSC                                     | BET                                      |
| 1990/1991 | S.C. Dalmac                              | BET                                      | SSV                                      |
| 1991/1992 | Josba                                    | SSV                                      | Happee                                   |
| 1992/1993 | SSV                                      | Viikingit                                | Josba                                    |
| 1993/1994 | Josba                                    | SSV                                      | Viikingit                                |
| 1994/1995 | SSV                                      | Gunners                                  | Josba                                    |
| 1995/1996 | SSV                                      | VFT                                      | Viikingit                                |
| 1996/1997 | VFT                                      | Viikingit                                | Oilers                                   |
| 1997/1998 | Viikingit                                | Oilers                                   | HIFK                                     |
| 1998/1999 | Oilers                                   | VFT                                      | Viikingit                                |
| 1999/2000 | HIFK                                     | Oilers                                   | Happee                                   |
| 2000/2001 | SSV                                      | Oilers                                   | Josba                                    |
| 2001/2002 | Oilers                                   | Josba                                    | SSV                                      |
| 2002/2003 | Oilers                                   | Josba                                    | IFK Salibandy                            |
| 2003/2004 | SSV                                      | Josba                                    | Oilers                                   |
| 2004/2005 | SSV                                      | Happee                                   | Classic                                  |
| 2005/2006 | Oilers                                   | SSV                                      | Josba                                    |
| 2006/2007 | SSV                                      | Classic                                  | Erä                                      |
| 2007/2008 | SSV                                      | Classic                                  | Erä                                      |
| 2008/2009 | SSV                                      | Erä                                      | SPV                                      |
| 2009/2010 | SSV                                      | Erä                                      | SPV                                      |
| 2010/2011 | SSV                                      | SPV                                      | Oilers                                   |
| 2011/2012 | SPV                                      | SSV                                      | Koovee                                   |
| 2012/2013 | SPV                                      | SSV                                      | Classic                                  |
| 2013/2014 | Happee                                   | Classic                                  | SSV                                      |
| 2014/2015 | SPV                                      | Happee                                   | SSV                                      |
| 2015/2016 | Classic                                  | Oilers                                   | Happee                                   |
| 2016/2017 | Classic                                  | EräViikingit                             | SPV                                      |
| 2017/2018 | Classic                                  | Happee                                   | Nokian KrP                               |
| 2018/2019 | Classic                                  | TPS                                      | SPV                                      |
| 2019/2020 | Sezóna ukončena kvůli pandemii covidu-19 | Sezóna ukončena kvůli pandemii covidu-19 | Sezóna ukončena kvůli pandemii covidu-19 |
| 2020/2021 | Classic                                  | Oilers                                   | Nokian KrP                               |
| 2021/2022 | Classic                                  | Nokian KrP                               | Oilers                                   |
| 2022/2023 | TPS                                      | Nokian KrP                               | Oilers                                   |
| 2023/2024 | Oilers                                   | Classic                                  | Nokian KrP                               |
| 2024/2025 | Oilers                                   | Classic                                  | Indians                                  |

| Klub               | Tituly | Vítězné ročníky |
| ------------------ | ------ | --- |
| SSV                | 11     | 1992/1993, 1994/1995, 1995/1996, 2000/2001, 2003/2004, 2004/2005, 2006/2007, 2007/2008, 2008/2009, 2009/2010, 2010/2011 |
| Oilers             | 6      | 1998/1999, 2001/2002, 2002/2003, 2005/2006, 2023/2024, 2024/2025                                                        |
| Classic            | 6      | 2015/2016, 2016/2017, 2017/2018, 2018/2019, 2020/2021, 2021/2022                                                        |
| SPV                | 3      | 2011/2012, 2012/2013, 2014/2015                                                                                         |
| Josba Joensuu      | 2      | 1991/1992, 1993/1994 |
| SC Dalmac Helsinki | 2      | 1989/1990, 1990/1991 |
| ManU Tampere       | 2      | 1986/1987, 1987/1988 |
| TPS                | 1      | 2022/2023 |
| Happee             | 1      | 2013/2014 |
| HIFK               | 1      | 1999/2000 |
| Viikingit Helsinki | 1      | 1997/1998 |
| VFT Vantaa         | 1      | 1996/1997 |
| BET                | 1      | 1988/1989 |

## Čeští medailisté
- David Rytych (SPV – 2010 , SSV – 2012 )
- Tomáš Sladký (Koovee – 2012 )
- Martin Vladař (Oilers – 2011 )